# Wolf-Ulrich Klünker
Wolf-Ulrich Klünker (* 1955 in Holzminden) ist ein deutscher Anthroposoph und Hochschullehrer.

## Leben
Klünker promovierte 1984 in Theologie und 1987 in Sozialpädagogik. Er ist Begründer der Delos-Forschungsstelle für Psychologie (Berlin), Leiter der Turmalin-Stiftung (Rondeshagen) und war
Vorstandsmitglied der Anthroposophischen Gesellschaft in Deutschland. Seine Tätigkeiten beinhalten Vortragstätigkeit, Forschung und Veröffentlichungen auf den Gebieten Geistesgeschichte, Psychologie und therapeutische Menschenkunde. 2014 wurde ihm die erste Professur für Anthroposophie an der Alanus-Hochschule in Alfter verliehen.

## Schriften (Auswahl)
- Alanus ab Insulis (1993)
- Selbsterkenntnis – Selbstentwicklung. Zur psychotherapeutischen Dimension der Anthroposophie (2. Auflage 2003)
- Christus und das Schicksal des Menschen (2. Auflage 2006)
- Die Erwartung der Engel. Der Mensch als neue Hierarchie (2. Auflage 2004)
- Wer ist Johannes? Dimensionen der letzten Ansprache Rudolf Steiners (2006)
- Anthroposophie als Ich-Berührung (2010)
- Die Empfindung des Schicksals (2011)